# Jeroen Leenders
Jeroen Leenders (Bonheiden, 1978) is een Vlaams stand-upcomedian.

## Biografie
Leenders ouders waren bankdirecteur en verpleegkundige. Hij groeide op in Westmalle en volgde lagere school op het Sint-Jan-Berchmanscollege van Westmalle.
Na zijn middelbare school volgde hij een opleiding tot helikopterpiloot. Na aan de slag geweest te zijn als magazijnier en heftruckchauffeur was hij van 1999 tot 2010 taxichauffeur in Antwerpen.
Leenders debuteerde als comedian op 5 juni 2007 in de comedyclub café The Joker in Antwerpen. In 2008 werd hij tweede bij de 123 Comedy Award en was hij de winnaar van de Gouden Kabouter op het Eindhoven Cabareteske. Het jaar daarop stond hij in de finale van de Comedy Casino Cup. In 2010 deed Leenders mee aan het Leids Cabaret Festival. Hij won de juryprijs. Hij is sinds 2011 het eerste Belgische lid van het Amsterdamse comedy-collectief Comedytrain en treedt ook vaak op in hun club Toomler. In het theaterseizoen 2010-2012 toerde hij met de show Sorry, ik ben Jeroen Leenders. In 2012-2014 toerde hij met Geen Idee, in 2014-2015 met Pagliacci en in 2015-2016 met Wildeman. Vervolgens bleef Jeroen enkele jaren weg uit het theater. In 2011 richtte hij, samen met 14 collega's, het comedy-collectief The Line-Up op, dat onder wisselende bezetting vijf jaar lang zou toeren langsheen voornamelijk Vlaamse theaters.
In 2014 startte Leenders in café The Joker met zijn project The Jeroen Leenders Experience. Hierin staat hij maandelijks een uur lang zonder voorbereide grappen op het podium. De productie breidde in 2020 uit naar drie andere vaste locaties in Amsterdam, Rotterdam en Utrecht. Later ook naar Geel, Gent, Mechelen en Hasselt.
In 2016 speelde Jeroen Leenders een rol in de Belgische film Everybody Happy, geregisseerd door Nic Balthazar.
Eind 2023 nam Leenders deel aan de Vlaamse televisiequiz De Slimste Mens ter Wereld. Hij bereikte de finaleweken.

### Persoonlijk
Jeroen Leenders woonde een tijd in Nederland. Momenteel woont hij in België. Hij had een relatie met Veerle Malschaert. Samen kregen zij een zoon in 2010 en een dochter in 2013.